# Pronomes em japonês
Pronomes em japonês são usados com menos frequência do que em muitos outros idiomas, principalmente porque não há nenhuma exigência gramatical para explicitamente mencionar o sujeito em uma frase. Portanto, os pronomes raramente são traduzidos para outros idiomas em uma base um-para-um.
A maioria dos pronomes na língua japonesa não são puros: eles possuem outros significados. Em Português os pronomes comuns não possuem outros significados: por exemplo, "eu", "você", e "eles" são usados apenas como pronomes. Mas em Japonês, as palavras usadas como pronomes possuem outros significados: por exemplo, 私 também significa "privado" ou "pessoal"; 僕 também significa "servo".
As palavras que os falantes do Japonês usam para se referir a outras pessoas são parte do sistema mais abrangente dos honoríficos japoneses, e devem ser entendidas neste contexto. A escolha do pronome irá depender do status social do locutor comparado ao do ouvinte, do sujeito, e dos objetos mencionados.
Os pronomes de primeira pessoa (ex. watashi, 私) e de segunda pessoa (ex. anata, 貴方) geralmente são usados apenas em situações formais, e em muitas frases onde um lusófono usaria os pronomes "eu" ou "você", eles são omitidos no Japonês. Os pronomes pessoais podem ser deixados de fora quando é evidente sobre quem o locutor está falando.
Quando é necessário indicar o tópico da frase para maior clareza, a partícula wa (は) é utilizada, mas não é exigida quando se puder inferir o tópico pelo contexto. Além disso, há verbos frequentemente usados que podem indicar o sujeito da sentença em certas circunstâncias: por exemplo, kureru (くれる) significa "dar", mas no sentido de "alguém dá algo a mim ou a alguém muito próximo a mim"; enquanto ageru (あげる) também significa "dar", mas no sentido de "alguém dá algo a alguém (normalmente não para mim)". Em frases consistindo de um único adjetivo (comumente terminadas em -shii) é comum assumir que o locutor seja o sujeito. Por exemplo, o adjetivo sabishii (寂しい) pode representar uma sentença completa significando "Eu estou solitário."
Assim, o pronome de primeira pessoa é normalmente usado apenas quando o locutor deseja adicionar uma ênfase especial no fato de estar se referindo a si mesmo, ou se for necessário deixar isto claro. Em algumas situações pode ser considerado inadequado se referir ao ouvinte (segunda pessoa) por um pronome. Se for necessário indicar a segunda pessoa explicitamente, o sobrenome do ouvinte com o sufixo -san ou algum outro título (como "cliente", "professor", ou "chefe") é normalmente utilizado.
Diferenças de gênero no Japonês falado também representa outro desafio já que homens e mulheres usam pronomes diferentes para se referir a si mesmos. A posição social também determina como uma pessoa se refere a ela mesma, assim como o modo a que se refere à pessoa com quem está falando.

## Lista de pronomes Japoneses
A lista a seguir está incompleta. Existem muitas outras formas de pronomes no Japonês, que variam por região, dialeto, e assim por diante. Esta é uma listagem das formas mais comumente utilizadas. "Isto" não possui um equivalente direto em Japonês. Note que o Japonês geralmente não flexiona por caso, portanto, eu é equivalente a mim.
| Romaji                    | Kana           | Kanji            | Nível de fala                                                            | Gênero                                  | Notas |
| - Eu -                    | - Eu -         | - Eu -           | - Eu -                                                                   | - Eu -                                  | - Eu - |
| ------------------------- | -------------- | ---------------- | ------------------------------------------------------------------------ | --------------------------------------- | --- |
| watashi                   | わたし         | 私               | formal                                                                   | ambos                                   | わて wate no dialeto Kansai. |
| watakushi                 | わたくし       | 私               | muito formal                                                             | ambos                                   | A versão educada mais formal. |
| ware                      | われ           | 我               | muito formal                                                             | ambos                                   | |
| waga                      | わが           | 我が             | muito formal                                                             | ambos                                   | Significa "meu" ou "nosso". Usado em discursos e formalidades; 我が社 wagasha (nossa companhia) ou 我が国 wagakuni (nosso país). |
| ore                       | おれ           | 俺               | informal                                                                 | homens, raramente mulheres (masculino)  | Significado "Eu". Frequentemente usado por homens. Pode ser considerado rude dependendo da situação. Estabelece um senso de masculinidade. Usado com colegas ou com pessoas mais novas ou de status social inferior, indicando o status do próprio locutor. Entre amigos próximos ou familiares, seu uso é visto como uma sinal de familiaridade ao invés de masculinidade ou superioridade. |
| boku                      | ぼく           | 僕               | informal                                                                 | homens e raramente mulheres (masculino) | Também significa "eu". Usado para dar senso de consideração casual, utiliza o mesmo kanji de servo (僕 shimobe), especialmente um servo masculino, de uma palavra Sino-Japonesa. Também pode ser usado direcionado a crianças, (equivalente em Português - "garoto") |
| washi                     | わし           | 儂               | desuso                                                                   | homens velhos                           | Coloquial. Comumente usado em criações fictícias para representar o estereótipo de personagens masculinos idosos. |
| atai                      | あたい         | 私               | muito informal                                                           | mulheres, raramente homens (feminino)   | Gíria para あたし atashi. |
| atashi                    | あたし         | 私               | informal                                                                 | mulheres, raramente homens (feminino)   | Muitas vezes considerado bonito. Raramente utilizado na língua escrita, mas comum em conversação, especialmente entre mulheres jovens. |
| atakushi                  | あたくし       |                  | formal                                                                   | mulheres                                | |
| uchi                      | うち           | 家               | informal                                                                 | mais comum para garotas jovens          | Significa a própria pessoa. Comumente utilizado nos dialetos Kansai e Kyūshū. Usa o mesmo kanji para casa (家 uchi). |
| (próprio nome)            |                |                  | informal                                                                 | ambos                                   | Usado por crianças pequenas e jovens mulheres, considerado bonito. |
| oira                      | おいら         |                  | informal                                                                 | ambos                                   | Similar a 俺, mas mais casual. Pode dar o sentido de um caipira. |
| ora                       | おら           | 己               | desuso                                                                   | ambos                                   | Dialeto em Kanto e mais para o norte. Dá o sentido de um caipira. Usado entre crianças influenciadas por personagens de Dragon Ball e Crayon Shin-chan. |
| - você (singular) -       |                |                  |                                                                          |                                         | |
| (nome ou honorífico)      |                |                  | a formalidade depende do honorífico usado                                | ambos                                   | |
| anata                     | あなた         | 貴方, 貴男, 貴女 | formal/informal                                                          | ambos                                   | O kanji é raramente utilizado. Não é tão utilizado, já que, quando conversando diretamente com alguém, é melhor utilizar o nome da pessoa. Comumente utilizado por esposas ao dirigir-se ao seu marido, de uma forma mais ou menos equivalente ao português "querido". |
| anta                      | あんた         |                  | informal                                                                 | ambos                                   | Versão de あなた anata. Similar a omae. Comumente expressa desprezo ou familiaridade com a outra pessoa. Geralmente visto como rude ou não educado. |
| otaku                     | おたく         | お宅, 御宅       | formal, educado                                                          | ambos                                   | Forma polida de dizer "sua casa", também utilizado como um pronome para se endereçar à pessoa com um pequeno senso de distância. Otaku/Otakku/Otaki/Otakki se tornaram gírias se referindo a algum tipo de nerd/com hobbys obsessivos, já que eles comumente se referem uns aos outros como Otaku.                                                                                           |
| omae                      | おまえ         | お前             | muito informal                                                           | ambos                                   | Usado por homens com maior frequência, mas também utilizado por mulheres. Expressa desprezo/raiva, o status ou idade maior do locutor, ou um relacionamento muito casual entre colegas. Usado com おれ ore. Nunca deve ser dito aos anciões. |
| temee, temae              | てめえ, てまえ | 手前             | rude e de confronto                                                      | principalmente homens                   | Temee, uma versão de temae, é mais rude. Usado quando o locutor está muito irritado. |
| kisama                    | きさま         | 貴様             | extremamente hostil e rude                                               | principalmente homens                   | Caído em desuso. Historicamente muito formal, mas se desenvolveu em um senso irônico para mostrar a extrema hostilidade do locutor/ultraje direcionado ao ouvinte. Visto que quem o usa está imitando algum personagem de anime ou mangá, onde é comumente usado, e, por sua vez, as vezes traduzido como "maldito".                                                                         |
| kimi                      | きみ           | 君               | informal                                                                 | ambos                                   | O kanji significa lorde (arcaico). Geralmente usado com 僕 boku. O mesmo kanji é usado para escrever -kun. É informal para subordinados; também pode ser afetuoso; anteriormente muito educado. Algumas vezes é rude ou presunçoso quando usado com superiores, anciões ou estranhos. |
| kika                      | きか           | 貴下             | informal, para uma pessoa mais jovem                                     | ambos                                   | |
| on-sha                    | おんしゃ       | 御社             | formal, usado para o ouvinte representando sua empresa                   | ambos                                   | |
| ki-sha                    | きしゃ         | 貴社             | formal, similar a "onsha"                                                | ambos                                   | |
| - ele / ela -             |                |                  |                                                                          |                                         | |
| ano kata                  | あのかた       | あの方           | muito formal                                                             | ambos                                   | Algumas vezes pronunciado "ano hou", mas com o mesmo kanji. |
| ano hito                  | あのひと       | あの人           | formal/informal                                                          | ambos                                   | Literalmente "aquela pessoa". |
| yatsu                     | やつ           | 奴               | informal                                                                 | ambos                                   | uma coisa (muito informal), cara. |
| koitsu                    | こいつ         | 此奴             | muito informal, implica desprezo                                         | ambos                                   | Denota uma pessoa ou material próximo ao locutor. Análogo a "isto" ou "este/esta". |
| soitsu                    | そいつ         | 其奴             | muito informal, implica desprezo                                         | ambos                                   | Denota uma pessoa ou material próximo ao ouvinte. Análogo a "ele/ela", "isso" ou "esse/essa". |
| aitsu                     | あいつ         | 彼奴             | muito informal, implica desprezo                                         | ambos                                   | Denota uma pessoa ou (menos frequentemente) material longe de ambos o locutor e o ouvinte. Análogo a "ele/ela" ou "aquele/aquela/aquilo". |
| boitsu                    | ぼいつ         | 僕奴             | muito informal, implica desprezo                                         | masculino                               | Denota um homem jovem (ou menos frequentemente uma mulher, ou material) sem referência de distância. Análogo a "aquele". |
| - ele -                   |                |                  |                                                                          |                                         | |
| kare                      | かれ           | 彼               | formal (neutro) e informal (namorado)                                    | ambos                                   | Pode também significar namorado. Antigamente 彼氏 kareshi era o equivalente, mas agora sempre significa namorado. |
| - ela -                   |                |                  |                                                                          |                                         | |
| kanojo                    | かのじょ       | 彼女             | formal (neutro) e informal (namorada)                                    | ambos                                   | 彼の(aquela)女(mulher) originalmente, criado como um equivalente de pronomes femininos em idiomas europeus. Também pode significar namorada. |
| - nós -                   |                |                  |                                                                          |                                         | |
| hei-sha                   | へいしゃ       | 弊社             | formal e humilde, usado quando representando a empresa da própria pessoa | ambos                                   | Usado quando representando a empresa da própria pessoa. De uma palavra Sino-Japonesa significando "humilde companhia". |
| waga-sha                  | わがしゃ       | 我が社           | formal, usado quando representando a empresa da própria pessoa           | ambos                                   | |
| - eles -                  |                |                  |                                                                          |                                         | |
| kare-ra                   | かれら         | 彼等             | formal                                                                   | ambos                                   | comum no japonês falado e escrito |
| - outros dignos de nota - |                |                  |                                                                          |                                         | |
| ware-ware                 | われわれ       | 我々             | formal "nós" algumas vezes "eles"                                        | ambos                                   | Muitas vezes usado quando se está falando em nome de uma companhia ou grupo. |

| Romaji                | Kana                  | Kanji                         | Significado                         | Nível de fala         | Gênero                | Notas |
| - Pronomes Arcaicos - | - Pronomes Arcaicos - | - Pronomes Arcaicos -         | - Pronomes Arcaicos -               | - Pronomes Arcaicos - | - Pronomes Arcaicos - | - Pronomes Arcaicos - |
| --------------------- | --------------------- | ----------------------------- | ----------------------------------- | --------------------- | --------------------- | --- |
| asshi                 | あっし                |                               | eu                                  |                       | masculino             | Da era Feudal. |
| sessha                | せっしゃ              | 拙者                          | eu                                  |                       | masculino             | Usado por ninjas e samurais durante a era feudal. De uma palavra Sino-Japonesa significando "aquele que é desajeitado". |
| waga-hai              | わがはい              | 我が輩,吾輩                   | eu                                  |                       | ambos                 | Literalmente "meus companheiros; minha classe; meu grupo", mas utilizado de uma forma um tanto pomposa como um pronome singular de primeira pessoa. |
| soregashi             | それがし              | 某                            | eu                                  |                       | ambos                 | Forma antiga de "watakushi". |
| warawa                | わらわ                | 妾                            | eu                                  |                       | ambos                 | Forma antiga de "watakushi". |
| yo                    | よ                    | 余, 予                        | eu                                  |                       | masculino             | Pronome singular de primeira pessoa arcaico. |
| chin                  | ちん                  | 朕                            | eu                                  |                       | masculino             | Usado apenas pelo imperador, principalmente antes da Segunda Guerra Mundial. |
| adakado               | あだかど              | 仇家人                        | eu                                  |                       | masculino             | Usado como um termo humilde, literalmente para a casa de uma pessoa, mas normalmente para a pessoa |
| onore                 | おのれ                | 己                            | eu ou você                          |                       | masculino             | A palavra onore, assim como o kanji usado para transcrevê-la, literalmente significa "a si mesmo". É humilde quando usado como um pronome de primeira pessoa e hostil quando usado como um pronome de segunda pessoa.                                           |
| nanji                 | なんじ                | 汝, menos comumente também 爾 | você, comumente traduzido como "tu" |                       | ambos                 | Grafada como なむち namuchi nos textos mais antigos e posteriormente como なんち nanchi ou なんぢ nanji. |
| onushi                | おぬし                | 御主                          |                                     |                       | masculino             | Usado por ninjas e samurais para falar com pessoas de classe igual ou inferior. Literalmente significa "mestre". |
| sonata                | そなた                | 其方 (raramente usado)        | tu                                  |                       | ambos                 | Original um pronome dêitico médio significando "aquele lado; aquela sentido; aquela direção"; usado como um pronome de segunda pessoa levemente respeitável em tempos medievais, mas agora usado quando se fala com um inferior, em um tom pomposo e antiquado. |

## Sufixos
Sufixos são adicionados aos pronomes para torná-los em plural.
| Romaji                     | Kana                       | Kanji                      | Nível de fala | Gênero                     | Notas |
| - Nós (grupo de pessoas) - | - Nós (grupo de pessoas) - | - Nós (grupo de pessoas) - | - Nós (grupo de pessoas) -                                                                                       | - Nós (grupo de pessoas) - | - Nós (grupo de pessoas) - |
| -------------------------- | -------------------------- | -------------------------- | --- | -------------------------- | --- |
| tachi                      | たち                       | 達                         | informal. exemplos: - 私達, watashi-tachi, - あなた達, anata-tachi - 彼女たち, kanojo-tachi - 君たち, kimi-tachi | ambos                      | Torna o pronome em plural. watashi(eu) se torna (nós). Também pode ser adicionado a nomes para indicar que aquela pessoa e o grupo(s) em que ele participa (Ryuichi-tachi = Ryuichi e amigos). |
| kata, gata                 | かた, がた                 | 方                         | formal (ex. あなた方)                                                                                            | ambos                      | Mais educado que 達 tachi. |
| domo                       | ども                       | 共                         | humilde (ex. 私ども, watakushi-domo)                                                                             | ambos                      | denota alguma aspersão no grupo mencionado, portanto pode ser rude |
| ra                         | ら                         | 等                         | informal (彼らkarera 俺ら, ore-ra, 奴ら, yatsu-ra, あいつら, aitsu-ra)                                           | ambos                      | Usado com pronomes informais. |